# Henri Rheinwald
Henri Rheinwald (Le Locle, 24 de julio de 1884 - Ginebra, 24 de abril de 1968) vqa ser un ciclista suizo, que corrió entre 1907 y 1921. En su palmarés destacan tres Campeonatos nacionales en ruta y la primera edición del Campeonato de Zúrich.

## Palmarés
- 1907
  - 1º en el Tour del Lago Léman
- 1908 
  - Campeón de Suiza en ruta
- 1912 
  - Campeón de Suiza en ruta 
  - Campeón de Suiza de ciclo-cross 
  - 1º en el Tour del Lago Léman
- 1914 
  - 1º en el Campeonato de Zúrich
- 1915 
  - 1º en la Berna-Ginebra
- 1919 
  - Campeón de Suiza en ruta 
  - 1º en la Berna-Ginebra
- 1920 
  - 1º en el Tour del Lago Léman